# Harald Grobner
Pour les articles homonymes, voir Grobner.
Harald Grobner (né le 4 décembre 1980 à Neunkirchen, en Autriche) est un mathématicien autrichien travaillant à la Faculté de mathématiques de l'université de Vienne. Ses recherches portent sur les questions d'algèbre et de théorie des nombres au sein du programme de Langlands.

## Carrière et recherche
Grobner étudie les mathématiques, la philosophie et la philologie classique à l'université de Vienne, où il obtient son diplôme en 2005. De 2005 à 2007, il étudie pour son doctorat en mathématiques à l'université Pierre-et-Marie-Curie et à l'université de Vienne, sous la direction de Joachim Schwermer.
Grobner entreprend des recherches à l'Institut international Erwin-Schrödinger pour la physique mathématique de Vienne, à l'Institut Max-Planck de mathématiques de Bonn et à la Faculté de mathématiques de l'université de Vienne, avant de recevoir la bourse Schrödinger du Fond autrichien pour la science (en) (FWF). De 2010 à 2013, il est chercheur invité à l'université d'État de l'Oklahoma, à l'Institut Max-Planck de mathématiques de Bonn et à l'Institut de mathématiques de Jussieu à Paris. Il est habilité par l'université de Vienne pour ses recherches sur la cohomologie automorphe et la rationalité des L-valeurs spéciales (en) en 2014.
En août 2016, Grobner devient membre permanent du personnel de la Faculté de mathématiques de l'université de Vienne. De octobre 2016 à octobre 2022, il dirige le programme de recherche international "L-valeurs spéciales et fonctions L p-adiques"[réf. à confirmer] et, de 2020 à 2023, le projet de recherche supplémentaire "Modèles automorphes et L-valeurs pour les algèbres mondiales", tous deux financés par le Fonds autrichien pour la science (en). Fin 2023, il s'est vu confier un autre projet de recherche de quatre ans, « Nouveaux aspects des formes automorphes et automorphes lisses », par le Fonds autrichien pour la science.
Le livre de Grobner « Formes automorphes lisses et représentations automorphes lisses » a été publié à l'été 2023. Dans ce document, la théorie des formes « lisses-automorphes » et leurs représentations sont traitées structurellement et conceptuellement pour la première fois sous forme de livre.
Depuis l'automne 2018, Grobner est également l'un des organisateurs du séminaire de recherche "Algebra and Number Theory" (anciennement appelé "Séminaire de théorie des nombres"), qui accueille des experts internationaux de premier plan en théorie des nombres et sur le programme de Langlands.

## Vie privée
Harald Grobner vit à Vienne et est père d'un fils et d'une fille.

## Prix et distinctions
- 2008: Promotion Sub auspiciis Praesidentis (en) rei publicae par le président autrichien Heinz Fischer[11]
- 2008: Lauréat "Würdigungspreis" du ministère autrichien des sciences et de la recherche [12].
- 2016: le prix Start du FWF[13]. Son programme de recherche mathématique fortement axé sur l'international est axé sur les questions liées à la théorie algébrique et à la théorie des nombres au sein du programme de Langlands.
- 2024: le prix Edmund and Rosa Hlawka Award for Mathematics[14] de l'Académie autrichienne des sciences.